# San Juan Atzompa (kommun i Mexiko)
San Juan Atzompa är en kommun i Mexiko.   Den ligger i delstaten Puebla, i den sydöstra delen av landet, 140 km sydost om huvudstaden Mexico City. Antalet invånare är 872. Arean är 24,8 kvadratkilometer.
Terrängen i San Juan Atzompa är varierad.